# HD 141937
Désignations
HD 141937 est une étoile de la constellation de la Balance, positionnée à quelques degrés nord de Lambda Librae. Il s'agit d'une étoile de couleur jaune avec une magnitude apparente de 7,25, ce qui signifie qu'elle est trop faible pour être vue à l'œil nu. Cet objet est situé à une distance de 108,9 années-lumière du Soleil sur la base de la parallaxe, mais se rapproche du Système solaire avec une vitesse radiale de -2,2 km/s. Sa magnitude absolue est de 4,71.

## Caractéristiques
Il s'agit d'une naine jaune avec un type spectral G1V. C'est une étoile de type solaire avec une masse et un rayon légèrement supérieurs à ceux du Soleil. La métallicité est supérieure à celle du Soleil, son âge est estimé à 3,8 milliards d'années et sa vitesse de rotation projetée est de 6 km/s. L'étoile rayonne 1,2 fois la luminosité du Soleil depuis sa photosphère à une température effective de 5 890 K.

## Compagnon
L'étoile a un compagnon substellaire (HD 141937 b) annoncé en avril 2001 par l'Observatoire européen austral. Il a une masse minimale de 9,7 MJ. En 2020, l'inclinaison de l'orbite a été mesurée, révélant que sa véritable masse était de 27,4 MJ, ce qui en fait une naine brune. Une orbite de 653 jours place la distance orbitale 1,5 fois plus éloignée de l'étoile que la Terre l'est du Soleil, avec une excentricité élevée de 0,41,.
| Planète | Masse               | Demi-grand axe (ua) | Période orbitale (jours) | Excentricité | Inclinaison        | Rayon |
| ------- | ------------------- | ------------------- | ------------------------ | ------------ | ------------------ | ----- |
| b       | 27,42+6,78 −9,86 MJ | 1,487 7 ± 0,001 8   | 653,22 ± 1,21            | 0,41 ± 0,01  | 20,52+12,47 −4,16° |       |